# Liste des maires du Plessis-Robinson
La liste des maires du Plessis-Robinson présente la liste des maires de la commune française du Plessis-Robinson, située dans le département des Hauts-de-Seine en région Île-de-France.

## Liste des maires

### Entre 1787 et 1944
| Période                                  | Période           | Identité                             | Étiquette | Qualité |
| ---------------------------------------- | ----------------- | ------------------------------------ | --------- | --- |
| Les données manquantes sont à compléter. |                   |                                      |           | |
| 1787                                     | 1790              | Jean-Louis du Gas de Bois Saint-Just |           | Marquis de Villars Écrivain, officier, diplomate |
| février 1790                             | mai 1792          | Antoine Moullé                       |           | Agriculteur, propriétaire |
| mai 1792                                 | mars 1793         | Pierre Michel Coulevain              |           | |
| mars 1793                                | mars 1795         | Pierre Michel Berteray               |           | |
| mars 1795                                | septembre 1819    | Grégoire Cagniet                     |           | Maçon |
| septembre 1819                           | février 1821      | Jacques François Gandolphe           |           | Avocat |
| février 1821                             | mai 1828          | Jean-Baptiste Henry                  |           | Comte de Sussy Inspecteur des douanes, maître des requêtes au Conseil d'État et propriétaire Pair de France                                                    |
| mai 1828                                 | janvier 1832      | Jacques Antoine Odier                | Libéral   | Homme d'affaires, président du tribunal de commerce de la Seine et régent de la Banque de France Pair de France (1837 → 1848) Député de la Seine (1827 → 1837) |
| janvier 1832                             | août 1837         | François-Michel Frotié               |           | |
| août 1837                                | novembre 1846     | Alexis-Henri Fournier                |           | |
| novembre 1846                            | juillet 1856      | Jean-François Tricot-Grosjean        |           | Avocat auprès la Cour d'appel de Paris Conseiller général de Seine-et-Oise (1870 → 1871) Démissionnaire                                                        |
| juillet 1856                             | décembre 1857     | Louis Hachette                       |           | Libraire, éditeur Démissionnaire |
| décembre 1857                            | août 1870         | Jean-François Agricole Perrot        |           | |
| août 1870                                | mars 1887         | Adolphe Malet                        |           | |
| 16 mars 1887                             | janvier 1899      | Émile Picard                         |           | Entrepreneur en maçonnerie |
| janvier 1899                             | mai 1904          | Joseph Boson                         |           | Restaurateur |
| mai 1904                                 | 28 septembre 1907 | Eugène Michaux                       |           | |
| 28 septembre 1907                        | 13 mai 1908       | Arthur Miellot                       |           | |
| 13 mai 1908                              | 18 mai 1924       | Louis Léopold dit Paul Jaudé         | PRS       | Professeur, journaliste, publiciste |
| 18 mai 1924                              | juillet 1940      | Alfred Louis Delassue                |           | Industriel, ancien adjoint au maire |
| juillet 1940                             | août 1944         | Paul Chatenet                        |           | Président de la délégation spéciale |

### Depuis 1944
Depuis la Libération, six maires se sont succédé à la tête de la commune.
| Période      | Période                      | Identité          | Étiquette                     | Qualité |
| ------------ | ---------------------------- | ----------------- | ----------------------------- | --- |
| mai 1945     | mai 1953                     | Robert Levol      | PCF                           | Ouvrier métallurgiste |
| mai 1953     | janvier 1956                 | Eugène Jacque     | SFIO                          | Représentant de commerce, administrateur du Populaire Démissionnaire pour raisons de santé |
| février 1956 | février 1972                 | Robert Levol      | PCF                           | Ouvrier métallurgiste Député des Hauts-de-Seine (12e circ.) (1967 → 1968) Conseiller général de la Seine (1953 → 1967) Démissionnaire |
| février 1972 | mars 1989                    | Robert Gelly      | PCF                           | Cheminot, ajusteur Conseiller général du Plessis-Robinson (1967 → 1992) |
| mars 1989    | mai 2018                     | Philippe Pemezec, | RPR puis RPF puis UMP puis LR | Sénateur des Hauts de Seine (2017 →) Député des Hauts-de-Seine (12e circ.) (2002 → 2007) Conseiller général du Plessis-Robinson (1992 → 2002 et 2008 → 2015) Vice-président de l'EPT Vallée Sud Grand Paris (2016 →) Démissionnaire à la suite de son élection comme sénateur |
| mai 2018     | octobre 2023                 | Jacques Perrin    | LR                            | Retraité Conseiller général du Plessis-Robinson (2003 → 2008) Démissionnaire à la suite de la fin du mandat de Philippe Pemezec comme sénateur |
| octobre 2023 | En cours (au 4 octobre 2023) | Philippe Pemezec  |                               | |

## Conseil municipal actuel
Les 35 sièges composant le conseil municipal ont été pourvus le 15 mars 2020 lors du premier tour de scrutin. Actuellement, il est réparti comme suit : 

## Pour approfondir